# Ɉ
Ɉ ، ɉ یا J ِ سرکش‌دار یکی از حروف الفبای لاتین است. از این حرف در نگارش زبان آرهواکو بهره می‌برند و نشان‌دهندهٔ صدای ج می‌باشد.
ɟ (کوچک بی نقطه) در الفبای آوانگاری بین‌المللی نشان‌دهندهٔ بست کامی واکه‌دار است. 